# Liste der Bodendenkmale in Schönbach (Sachsen)
In der Liste der Bodendenkmale in Schönbach sind die Bodendenkmale der Gemeinde Schönbach und ihrer Ortsteile nach dem Stand der Auflistung von Harald Quietzsch und Heinz Jacob aus dem Jahr 1982 aufgelistet. Eventuelle Änderungen und Ergänzungen, insbesondere aus der Zeit nach der Wende, sind nicht berücksichtigt, da für Sachsen aktuell keine neueren allgemein zugänglichen Bodendenkmallisten vorliegen. Die Baudenkmale sind in der Liste der Kulturdenkmale in Schönbach (Sachsen) aufgeführt.
| Denkmal-ID | Fundart          | Ortsteil  | Bezeichnung | Zeitstellung | Lage                                                   | Bemerkungen                  | Bild |
| ---------- | ---------------- | --------- | ----------- | ------------ | ------------------------------------------------------ | ---------------------------- | ---- |
| ?          | besonderer Stein | Schönbach | Steinkreuz  | Neuzeit      | nordöstlich des Orts, westlich der Straße nach Lawalde | Tafel mit Inschrift von 1840 |      |